# Flight Express
Flight Express is een Congelese luchtvaartmaatschappij met haar thuisbasis in Kinshasa.

## Geschiedenis
Flight Express is opgericht in 2004 door TepAvia Trans.

## Vloot
De vloot van Flight Express bestaat uit:(april 2007)
- 1 Antonov AN-26(A)